# Choi Woo-sung
Choi Woo-sung (en hangul, 최우성; nacido el 21 de mayo de 1997) es un actor surcoreano.

## Carrera
Es miembro de la agencia AM Entertainment.
Choi Woo-sung debutó en 2019 con Moment of Eighteen, de JTBC, con el personaje de un pandillero arrepentido de sus malas acciones, y desde entonces ha aparecido como actor secundario en varias series televisivas, entre las cuales It's Okay to Not Be Okay, Sell Your Haunted House y Melancholia. La primera de ellas, de 2020, es la que presenta al actor más tiempo en pantalla, a lo largo de once capítulos. Su personaje es el de Oh Cha-yong, un joven cuidador en la sala psiquiátrica del OK Psychiatric Hospital que a menudo se duerme en el trabajo. Al año siguiente actuó en She Would Never Know con el personaje de Ko Myung-jin, un nuevo pasante de la empresa de cosméticos que sirve de escenario principal a la serie.
En cine, protagonizó en 2022 Room Sharing junto con la actriz Na Moon-hee, y su actuación fue bien valorada por la crítica; Choi fue elegido mejor actor revelación en los Premios Golden Cinematography de ese año. 
En 2024 fue coprotagonista de la serie de MBC Chief Detective 1958. Para su personaje, el de un detective de gran fuerza y presencia física apodado «Brazos de oso pardo», Choi ganó veinticinco kilos de peso.Para el mismo año está prevista la serie web Running Mate, en la que debuta como director el coguionista de Parásitos Han Jin-won. El papel de Choi es el de Yang Won-dae, director del coro y vicepresidente de una escuela.

## Filmografía

### Cine
| Año  | Título       | Hangul     | Papel        | Notas        | Ref.              |
| ---- | ------------ | ---------- | ------------ | ------------ | ----------------- |
| 2021 | Double Patty |            | Gánster      |              |                   |
| 2022 | Room Sharing | 룸 쉐어링  | Han Ji-woong | Protagonista | [ 3 ] [ 5 ] [ 8 ] |
| 2023 | Our Season   | 3일의 휴가 | Cliente      |              | [ 9 ]             |

### Series de televisión
| Año  | Título                    | Papel           | Canal   | Notas                                      | Ref.               |
| ---- | ------------------------- | --------------- | ------- | ------------------------------------------ | ------------------ |
| 2019 | Touch Your Heart          | Waiter          | tvN     | Extra, ep. 16                              |                    |
| 2019 | Moment of Eighteen        | Im Geon-hyuk    | JTBC    | Aparición especial, ep. 3-5                | [ 10 ]             |
| 2019 | Welcome 2 Life            | Oh Young-sik    | MBC     | Aparición especial, ep. 1 y 16             | [ 11 ]             |
| 2019 | Triple Fling              | Kim Tae-yoon    | YouTube | Serie web, segunda temporada, protagonista | [ 12 ]             |
| 2020 | The King: Eternal Monarch | Kim Ki-won      | SBS     |                                            | [ 13 ]             |
| 2020 | It's Okay to Not Be Okay  | Oh Cha-yong     | tvN     | 11 episodios                               | [ 14 ]             |
| 2021 | She Would Never Know      | Ko Myeong-jin   | JTBC    |                                            | [ 15 ]             |
| 2021 | Sell Your Haunted House   | Hyeong-sik      | KBS2    | Aparición especial, ep. 1-2 y 9            | [ 16 ]             |
| 2021 | My Roommate Is a Gumiho   | Lee Dan         | tvN     |                                            | [ 17 ]             |
| 2021 | Police University         | Yoon Seung-beom | KBS2    | Aparición especial, ep. 1-2 y 16           | [ 18 ]             |
| 2021 | Melancholia               | Jang Gyu-young  | tvN     |                                            | [ 19 ] [ 20 ]      |
| 2022 | XX+XY                     | Bang Woo-ram    | tvN     | O'PENing - un episodio                     | [ 21 ]             |
| 2024 | Chief Detective 1958      | Cho Kyung-hwan  | MBC     | Protagonista                               | [ 22 ] [ 23 ]      |
| 2024 | I Am a Running Mate       | Yang Won-dae    | TVING   | Serie web                                  | [ 1 ] [ 7 ] [ 24 ] |

## Premios y nominaciones
| Año  | Premios               | Categoría              | Papel        | Resultado | Ref.  |
| ---- | --------------------- | ---------------------- | ------------ | --------- | ----- |
| 2022 | Golden Cinematography | Mejor actor revelación | Room Sharing | Ganador   | [ 6 ] |